# 羅馬尼亞橋頭堡
罗马尼亚桥头堡是位于波兰原版图东南部的一個地區，這一地區的由來與羅馬尼亞橋頭堡方案有關，目前該地區已在乌克兰境内。若波方发现已不可能防守国家的边境地带，就会启动罗马尼亚桥头堡方案，计划假定波军能撤退到罗马尼亚桥头堡地区，在当地组织起有效的防守，坚持到冬天，再继续坚守到法国在西方战线如约发动攻势。1939年德国入侵波兰期间，波兰武装力量总监、波兰元帅爱德华·雷兹-希米格维于9月14日下令：所有在维斯瓦河以东作战的波军部队向利沃夫方向撤退，之后再撤到和罗马尼亚以及苏联的边境线上的丘陵。在苏军于9月17日发动入侵后，雷兹-希米格维命令所有部队撤到罗马尼亚和匈牙利，但通讯已经中断，只有小股部队穿越国境。